# No puedo vivir sin ti
«No puedo vivir sin ti» es una canción de 2007 escrita por Coque Malla e interpretada por Los Ronaldos, grupo musical del que Malla es vocalista. La canción fue publicada en el EP Cuatro Canciones.
Tras la separación del grupo, en 2009 Coque Malla grabó una versión acústica de la canción. Esta versión fue utilizada por la empresa sueca IKEA para una campaña publicitaria, lo que le dio gran popularidad.
Popularmente se creía que la canción estaba dedicada al consumo de drogas, pero en 2013 Malla lo desmintió. Posteriormente, en 2018, a raíz de la utilización sin permiso del autor por parte del partido español de derechas Vox durante uno de sus mítines, Coque Malla reveló que la inspiración para la composición fue la relación entre dos amigos homosexuales.
En 2021, la canción fue incluida en el álbum recopilatorio El astronauta gigante.
«No puedo vivir sin ti» ha sido versionada por grupos y artistas españoles como El Canto del Loco y Bely Basarte.